# 베르니나 철도
베르니나 철도(Bernina Railway, 독일어: Berninalinie, 이탈리아어: Linea del Bernina, 로만슈어: Lingia dal Bernina)는 단일 트랙 1,000mm 미터궤 철도 노선으로 래티셰 철도의 일부를 형성한다. 스위스 그라우뷘덴주의 스파 리조트인 생모리츠와 이탈리아 손드리오도의 티라노 마을을 베르니나 고개를 통해 연결한다. 해발 2,253m에 달하는 이 철도는 유럽에서 가장 높은 철도 건널목이자, 스위스에서 세 번째로 높은 철도이다. 또한 가장 높은 접착력을 지닌 철도 최대 7%의 경사로 세계에서 가장 가파른 접착 철도 중 하나이다. 베르니나 고개와 티라노 사이 구간의 표고차는 1,824m로 승객이 선을 따라 빙하를 볼 수 있다.
2008년 7월 7일, 래티셰 철도의 일부를 구성하는 베르니나 철도와 알불라 철도가 알불라/ 베르니나 풍경의 래티셰 철도라는 이름으로 유네스코 세계문화유산 목록에 기록되었다. 전체 사이트는 국경을 넘어가는 스위스-이탈리아 공동 유산 지역이다.
베르니나 철도에서 운행하는 열차에는 베르니나 익스프레스가 포함된다.

## 역사
1904년 알불라 철도가 완성된 다음 해에는 베르니나 고개를 통해 생모리츠와 티라노 사이의 철도 노선을 개통할 목적으로 베르니나-반게젤샤프트(BB)가 설립되었다. 두 가지 요구 사항이 계획을 주도했다. 베르니나 고개의 남쪽에 있는 수력 발전소에 대한 접근이 필요하고 관광객들이 높은 산악 지역의 관광 명소에 접근할 수 있도록 해야 한다. 라인에 대한 허가는 1906년에 획득되었으며, 건설은 주 보조금의 도움 없이 수력전기공사의 건설사인 크라프트베르케 브루지오 AG의 투자자에 의해 자금을 조달했다.
1908년부터 여러 구간에서 개통된 노선: 1908년 7월 1일 폰트레시나와 모르터라타쉬 사이, 티라노와 포쉬아포 사이 ; 같은 해 8월 18일 폰트레시나와 셀리나 사이 ; 1909년 7월 1일 셀리나와 생모리츠 사이, 모르터라타쉬와 베르니나 주오트 사이. 1910년 7월 5일에야 베르니나 주오트와 포스키아보 사이의 가장 어려운 구간이 완공되면서 전체 노선이 개통될 수 있었다. 라인은 처음부터 DC 전류로 전기적으로 작동되었다. 1935년에는 전압이 750V에서 1000V로 증가했다.
원래 베르니나 철도는 여름에만 사용할 예정이었지만 1913/14년에 BB도 겨울 운행을 시작했다. 이 개발은 주요 날씨 관련 문제와 관련되어 추가로 눈사태 장벽을 세워야 했다.
개업한 첫 해에 BB는 항상 파산 직전이었다. 1915년까지 건설 비용은 약 1,500만 스위스 프랑에 달했다. 1928년 레스토랑 차량의 도입과 관광객을 위한 패키지조차도 너덜너덜해진 작은 철도를 구할 수 없었다. 어려운 재정 상황으로 인해 1943년에 래티셰 철도에 인수되었다.
RhB는 또한 군사적 이유로 라인을 근본적으로 현대화하고 고개 상단의 구간을 완전히 리뉴얼했다. 이전에는 베르니나 고개 북쪽 램프의 선로가 곡선으로 배치되어 승객에게 넓은 시야를 제공했지만, 눈사태 코스 경로에 놓이기도 했다. 라인의 새로운 부분은 이러한 곡선을 차단하고 전차선과 기존 형성의 평평한 바닥 레일은 제거되었지만 하부 구조는 여전히 높은 산에서 볼 수 있다.
1980년대 중반부터 래티셰 철도는 베르니나 철도의 자연적, 기술적 매력을 관광객들에게 특별히 마케팅해 왔다. 따라서 폰트레시나에서 티라노까지의 구간은 베르니나 익스프레스 경로의 일부를 형성한다. 2011년 10월, 세계 최초의 철도 노선이 촬영되어 구글 스트리트뷰에 게재되었다.

## 철도

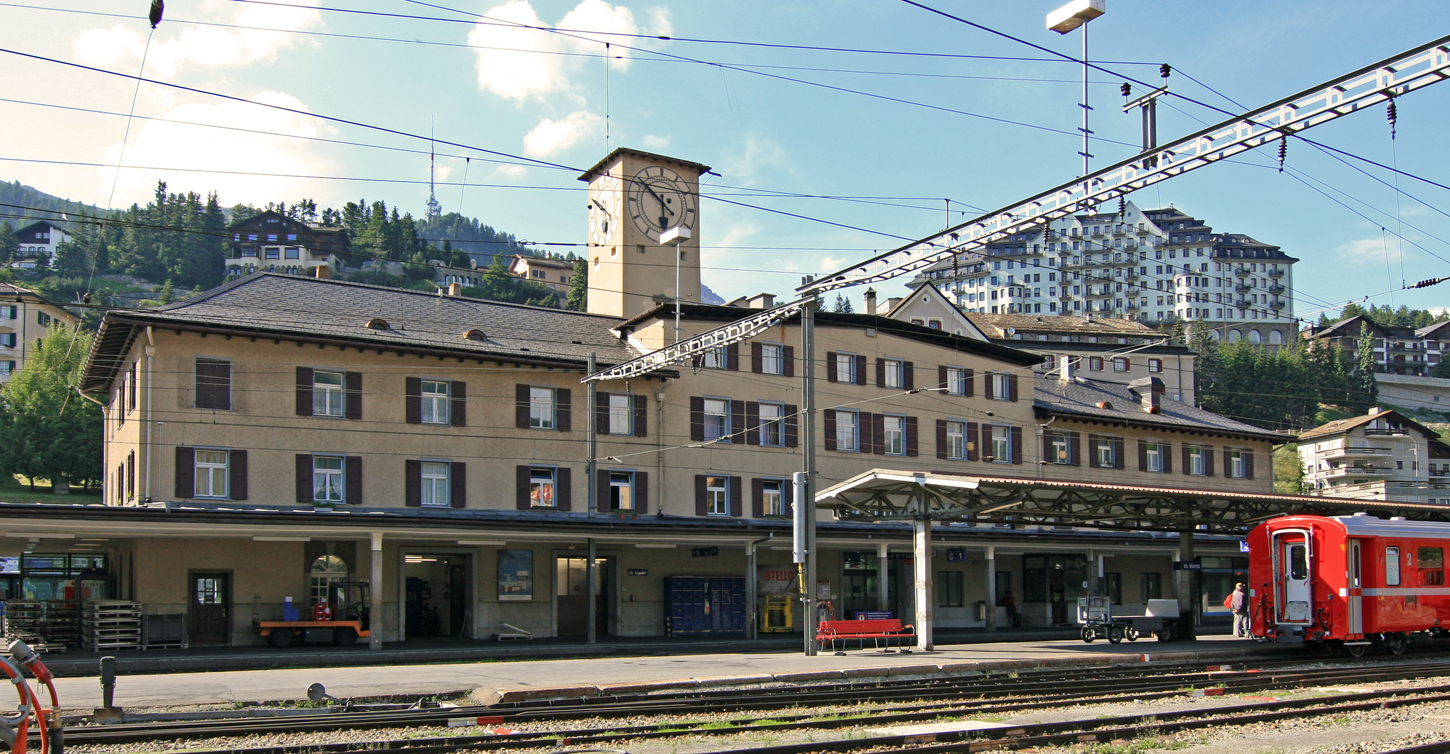
생모리츠역

생모리츠는 알불라 철도와 베르니나 철도의 종점이다. 두 철도는 서로 다른 전기 시스템으로 전력을 공급받기 때문에 같은 역에서 만나지만, 별도의 플랫폼에서 별도의 노선으로 운행된다. 베르니나 철도는 생모리츠역에서 동쪽으로 출발해 64m 길이의 육교를 타고 인강을 건넌다. 그런 다음 전체 경로에서 가장 긴 터널인 689m 길이의 차르나뒤라 제2터널을 통과한다. 다음 역인 셀레리나 스타츠는 해발 1,716m에 있는 베르니나 고개 북쪽의 가장 낮은 지점이다. 거기에서 오스피치오 베르니나까지, 라인은 이제 거의 연속적으로 올라갈 것이다. 인강 강변으로 돌아온 후 노선은 작은 역인 푼트 무랄 스타츠에 도달한다. 이 지점은 1907년에 개장한 무오타스 무랄로 가는 케이블카의 계곡 역이다.

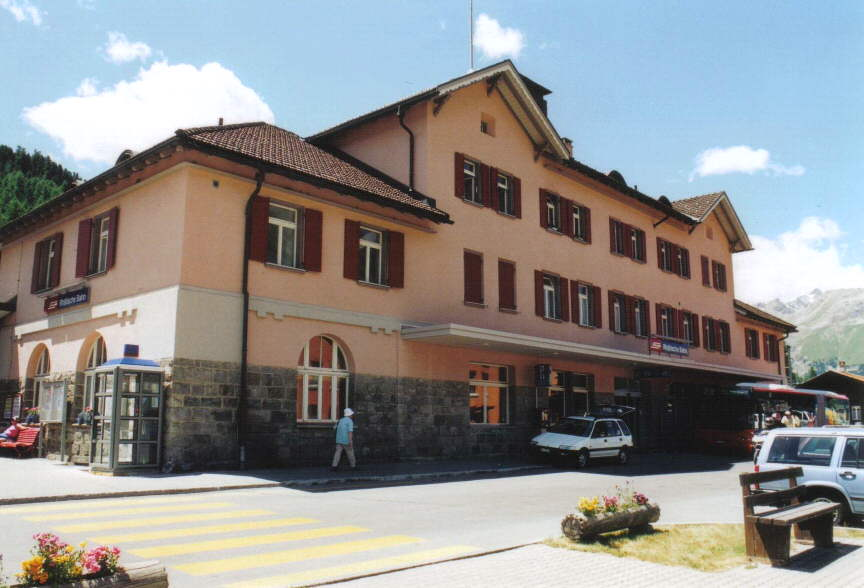
폰트레시나역

폰트레시나의 다음 역은 생모리츠역과 함께 RhB 네트워크에 대한 호기심을 나타낸다. 두 개의 완전히 다른 전기 시스템이 여기에서 만난다. 사메단에서 역으로 들어가는 11kV AC 전원 열차는 트랙 1~3을 사용하고, 1,000V DC 전원 베르니나 열차는 트랙 3~7을 사용한다. 직류 및 사용 중인 전류 유형을 훈련 승무원에게 표시하는 특수 신호. 3번 트랙을 통해 핵심 네트워크(사메단)를 사용하는 열차와 베르니나선 열차는 서로 다른 전기 시스템에도 불구하고 동일한 노선을 사용할 수 있다. 3번 선로는 또한 유명한 베르니나 익스프레스와 쿠어나 다보스 플라츠와 티라노 사이를 운행하는 기관차 교환도 있다.

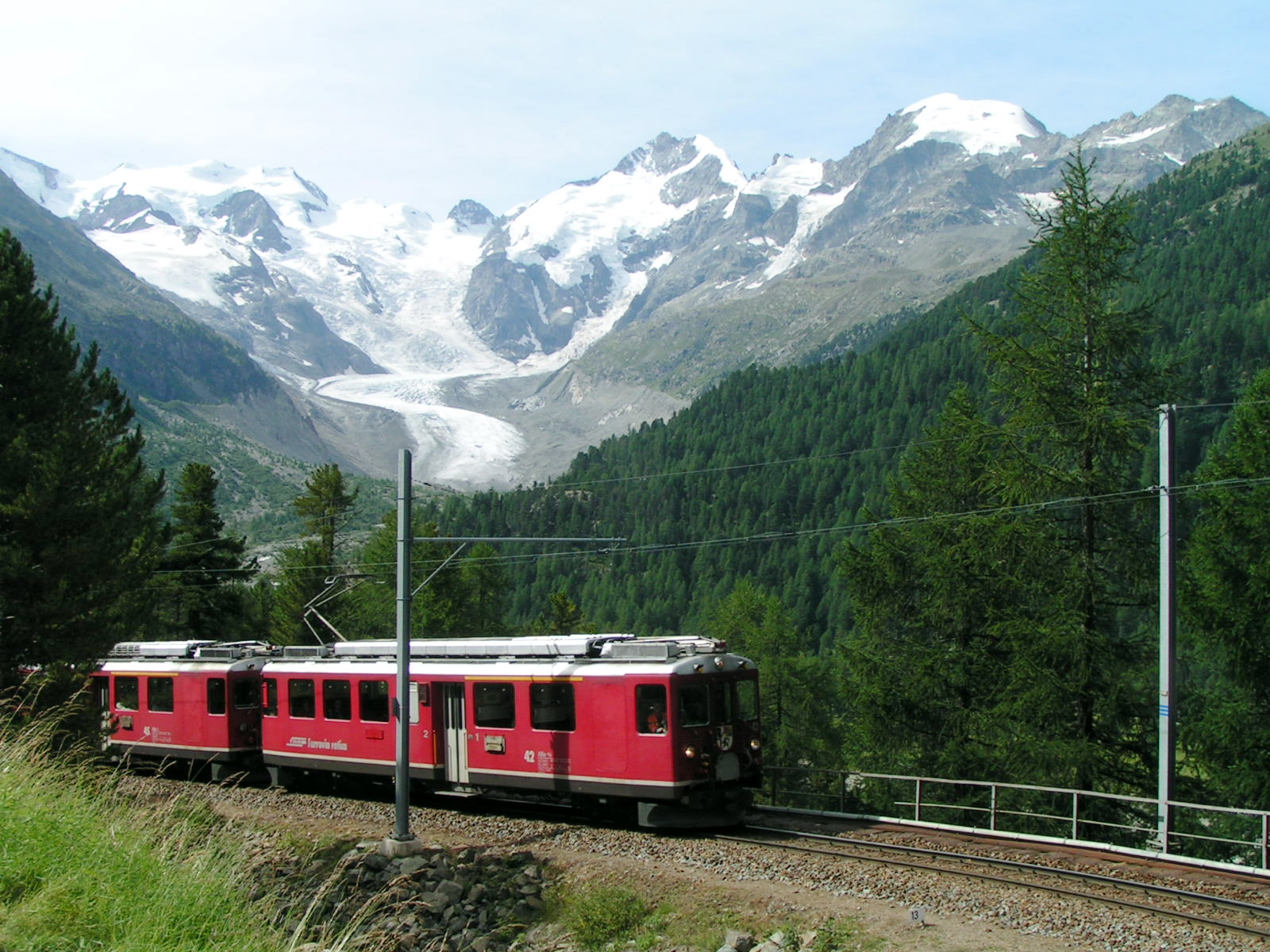
몬테벨로 커브 구간을 통과하는 차량

이제 노선은 남동쪽으로 향한다. 로제크바흐를 건너 수로바스역(이전에는 "Sans Souci" (Carefree)이라고 함)을 지나 베르니나바흐강을 건너 마침내 모테라치 빙하 아래 약 2km 아래 모테라치역에 도달한다. 역의 다른 쪽 끝을 지나면 세계적으로 유명한 몬테벨로 커브가 있다. 이 곡선은 고개 너머 도로와 만나는 지점이다. 선과 도로는 이제 오스피치오 베르니나까지 서로 동행하게 된다. 최근에 현대화된 베르니나 수오트 대피선에서 이미 삼림한계선에 도달했다. 다음 역은 디아볼레차 및 베르니나 레갈프이며, 둘 다 케이블카의 출발점이다.
다음 구간은 아마도 고개 북쪽에서 가장 흥미로울 것이다. 여기에서 경로는 매우 구불구불하며 계곡의 한쪽에서 다른 쪽으로 이동한다. 먼저 37m 길이의 하부 베르니나바흐 다리를 사용하여 베르니나바흐를 건너고, 이 노선은 베르니나바흐의 지류인 아를라스바흐를 가로지른다. 상부 베르니나바흐 다리에서 노선은 계곡의 동쪽으로 다시 이동한다. 이곳의 남서쪽에는 베르니나봉과 팔뤼봉이 장엄하게 솟아 있다. 다음은 175m 길이의 아를라스 갤러리를 따라간다. 이 갤러리는 눈이 내리는 것을 방지한다. 남서쪽에는 피첸 호수(Lej Pitschen)와 나이어 호수(Lej Nair)로 알려진 작은 호수가 있다. 바로 뒤에는 15m 높이와 283m 길이의 비앙코 호수 댐이 우뚝 솟아 있으며, 이 댐은 다뉴브강과 포강 사이의 분수령이기도 하다.
철도는 이제 호수의 동쪽 제방을 따라 달리고 오스피치오 베르니나 근처에서 해발 2,253m의 가장 높은 지점에 도달한다. 따라서 베르니나 철도(산악 철도 제외)는 알프스에서 가장 높은 철도 노선으로 연중 내내 운행되는 공공 철도이다. 여기에서 포스키아보까지의 구간 이 특히 눈이 많이 내리므로 남쪽 댐벽부터 수많은 엔지니어링 구조물이 세워졌다. 140m 길이의 스칼라 갤러리, 192m 길이의 스칼라 터널 자살 마손 갤러리, 348m, 54m 길이의 드라고 터널이 대표적이다.
그륌 갤러리를 지나면 매력적인 알프그륌역이 나온다. 이 역은 삼림한계선에 위치할 뿐만 아니라 이탈리아어 언어 국경 이전의 마지막 역을 표시한다. 여기서부터 노선은 최대 7%의 기울기로 올라가고 여러 s-bend를 통해 포스키아보 계곡으로 내려간다. 이것이 랙 철도 시스템의 도움 없이 운행한다는 사실은 베르니나 철도를 세계에서 가장 가파른 접착식 철도 중 하나로 만든다.
알프그륌역 바로 뒤에서 이 노선은 180°로 팽팽하게 구부러져 알프그륌 아래에서 상부 팔뤼 갤러리를 통과한다. 추가로 180° 굽히면 팔뤼 터널을 통과한 다음 더 낮은 팔뤼 갤러리를 통과한다. 노선이 카발리아역에 도달할 때까지 추가로 4개의 반원 루프를 따른다. 약 2000년부터 알프그륌과 카발리아 사이에 새로운 자동 통과 루프인 슈타블리니가 있다. 이전에 교통 지연이 발생하기 쉬운 노선의 일부를 이등분한다. 지그재그 방식으로 노선은 카발리아에서 카데라를 거쳐 프리빌라소까지 계곡으로 계속 이어진다. 거기에서 노선은 빡빡한 굴곡을 뒤로하고 여전히 최대 기울기에서 포스키아보 계곡에 도달한다. 포스키아보에서 마침내 베르니나 고개 도로와 또 한 번 만난다.
포스키아보 커뮤니티의 요청에 따라 포스키아보역은 마을 경계 바로 바깥에 지어졌다. 이곳에는 베르니나 철도의 유서 깊은 철도 차량 몇 대가 보관되어 있는 철도 창고와 작업장이 있다. 티라노까지 약 17km의 나머지 라인은 부분적으로는 산악 철도로 고정되어 있지만, 부분적으로는 공중트램 시스템 방식으로 놓여 있다. 1977년에만 세워진 리쿠르트 지점을 지나면, 이 노선은 르프레제 마을의 거리에서 끝난다. 르프레제와 미라라고 사이의 노선은 포스키아보 호수 유역을 따라 지나가므로 호수의 해발 965m 고도에 남아 있다.

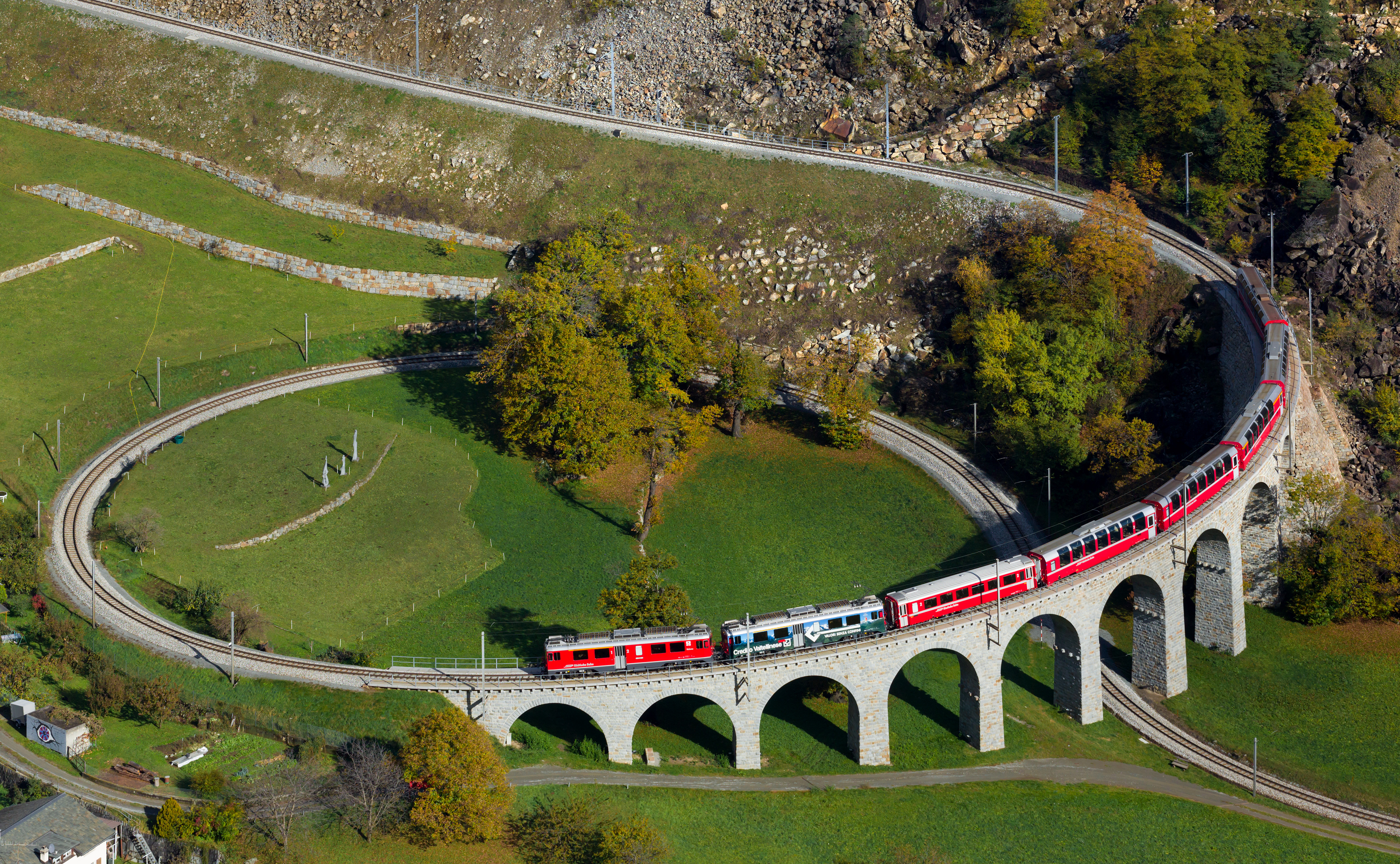
브루지오 나선형 고가교

베르니나 철도 경사도

브루지오 아래에는 철도의 마지막 하이라이트로 브루지오 나선형 고가교가 있다. 이 육교는 선의 고도를 조정하는 역할만 한다. 나선형 육교를 따라가면 여전히 브루지오에 속한 캄파시오 마을의 정류장이 있다. 통관 시설로 인해 이례적으로 큰 캄포콜로뇨 국경역을 넘어 드디어 이탈리아에 도착하고, 티라노의 메인 광장을 지나면 종점인 종점역이 나온다. 여기에서 베르니나 철도는 티라노에서 발텔리나를 거쳐 밀라노까지 연결하는 이탈리아 국영 철도 인프라 회사인 레테 페로비아리아 이탈리아나(RFI)의 표준궤 역과 노선을 만난다.

## 차량과 교통
오늘날 다음과 같은 등급의 철도 차량과 기관차가 베르니나 철도의 정기 상업 서비스에 사용된다. 4개의 ABe 4/4 I 및 9개의 ABe와 같은 기존 엔진 시리즈를 대체하기 위해 2010년에 15대의 ABe 8/12 I 서비스 시작 4/4 II. 내부에 디젤 발전기(이중 엔진 기관차) 덕분에 전기 공급 없이 작동할 수 있는 6개의 ABe 4/4 III와 2개의 Gem 4/4도 여전히 사용 중이다.
철도 차량으로 구성된 이 함대에는 화물 차량도 있다. 일부 화물 차량은 140톤(장톤 138톤, 단톤 154톤)의 최대 견인 용량에 도달할 때까지 여객 열차에 추가된다. 안전상의 이유로 위험물 존재로 인해 다른 화물 차량은 순수 화물 열차로 운행된다. 원래는 관광용으로만 설치되었지만 베르니나 철도는 현재 대부분 난방유, 연료와 목재로 구성된 상당한 양의 화물을 운송함으로써 이탈리아와의 무역을 지원한다. 또한 포스키아보 계곡의 지역 쇼핑 사업은 부분적으로 철도로 제공된다.
시간표는 각 방향으로 시간당 한 대의 여객 열차가 연중 내내 운행되도록 엄격하게 설계되었다. 주력 서비스는 이제 완전히 파노라마 차량으로 장착된 베르니나 익스프레스와 트레니노 로소가 반대 방향으로 이동하는 것이다.
겨울에는 1913년식 증기 회전식 제설기가 정기적으로 사용되지만, 1968년의 전기 회전식 제설기 2대와 2010년의 현대식 엔진 2대도 사용된다. 그들의 운영은 또한 전 세계의 철도 애호가, 특히 증기 기관을 끌어들이는 관광 명소이다. 두 개의 Gem 4/4는 회전식 제설기의 분류를 보장한다.
베르니나 철도의 눈사태 위험과 관련하여 래티셰 철도는 이러한 높은 고산 위험을 제거하기 위한 특이한 절차를 개발했다. 눈사태의 위험이 가장 큰 늦은 겨울에, 눈사태 발생을 통제하기 위해 눈사태가 발생한 지점에 포를 발사한다.

## 갤러리

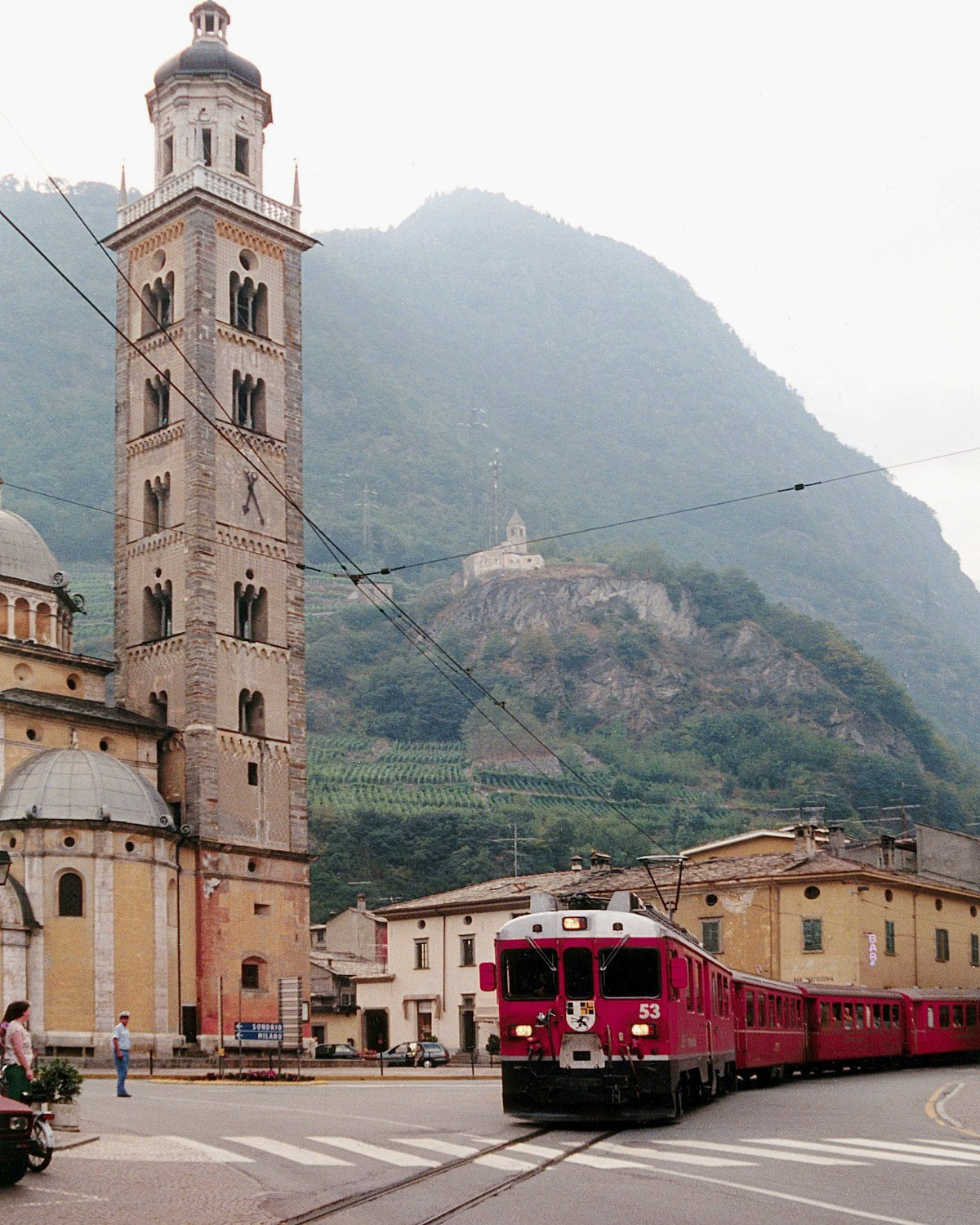
티라노의 래티셰 철도 차량
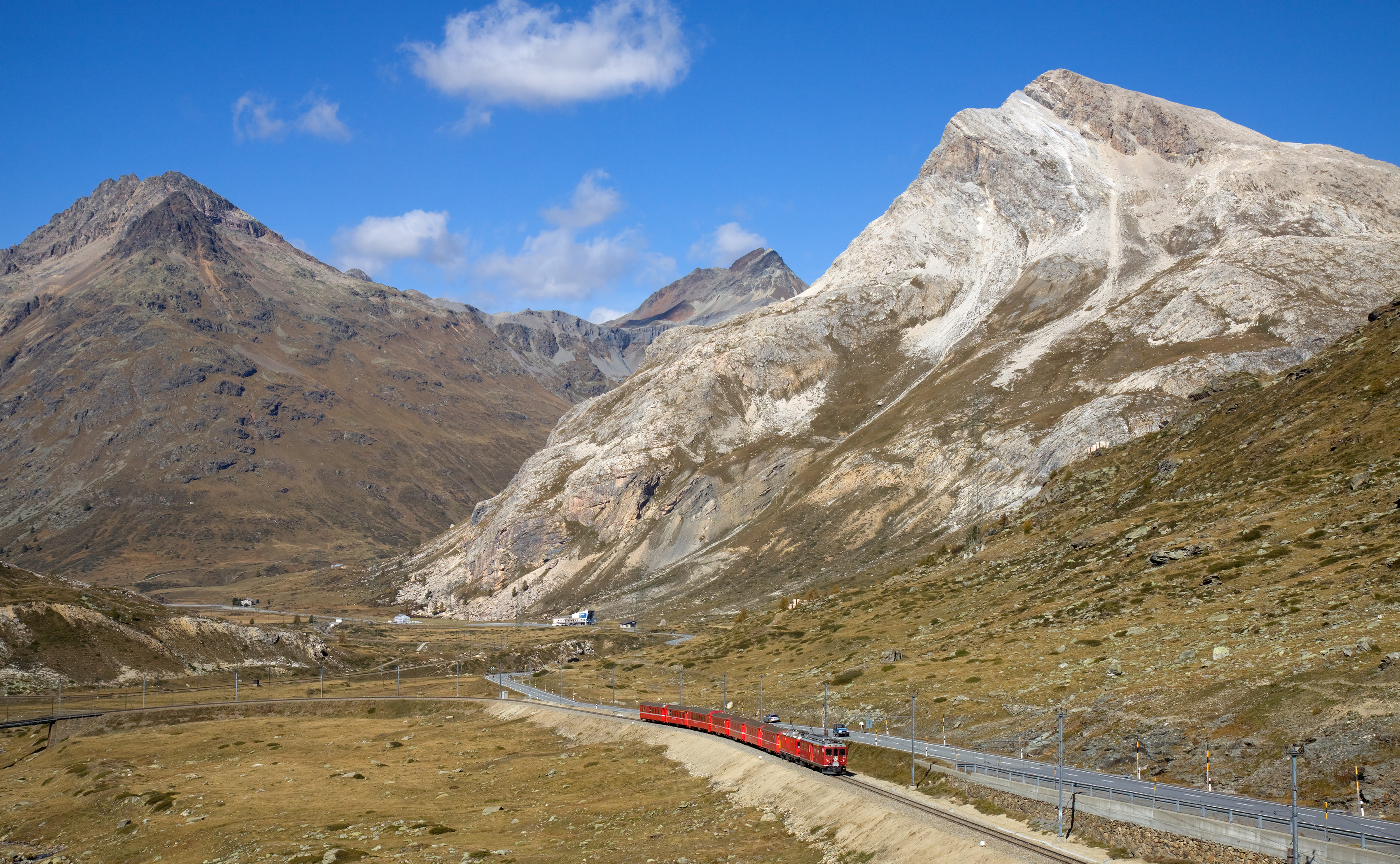
티라노행 RhB 레기오 차량, 레갈프와 오스피치오 베르니나 사이
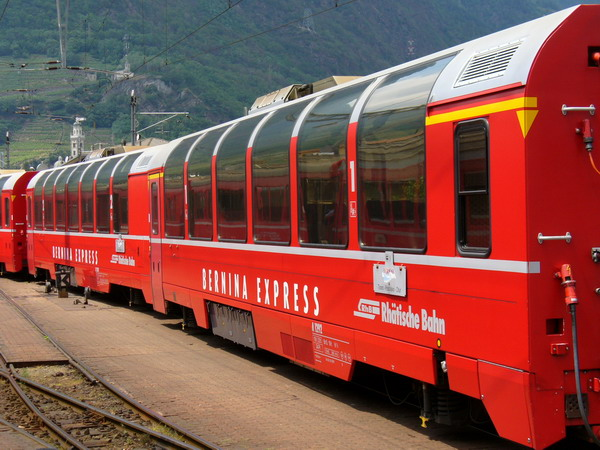
티라노의 베르니나 익스프레스 파노라마 차량
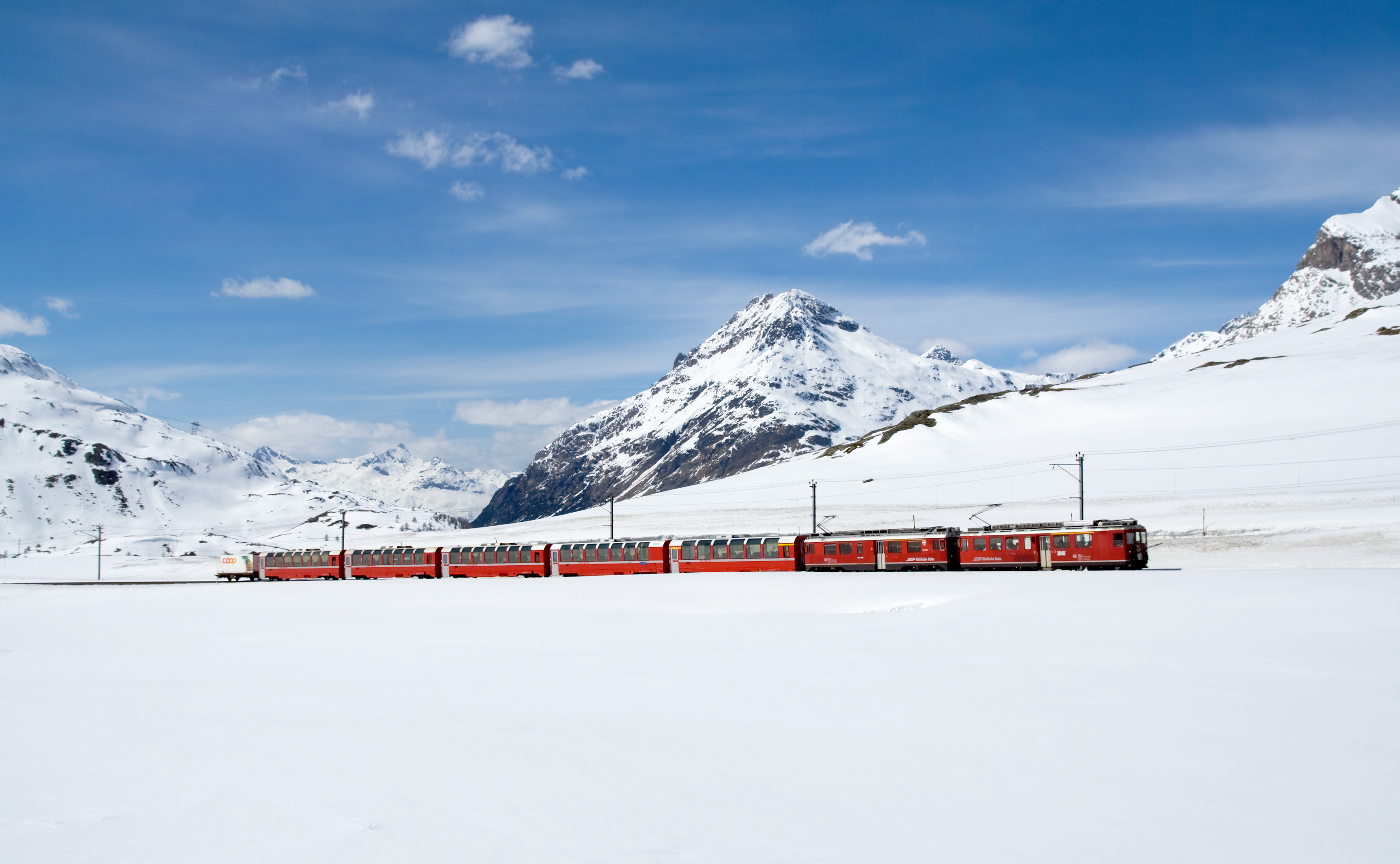
겨울의 피첸 호수
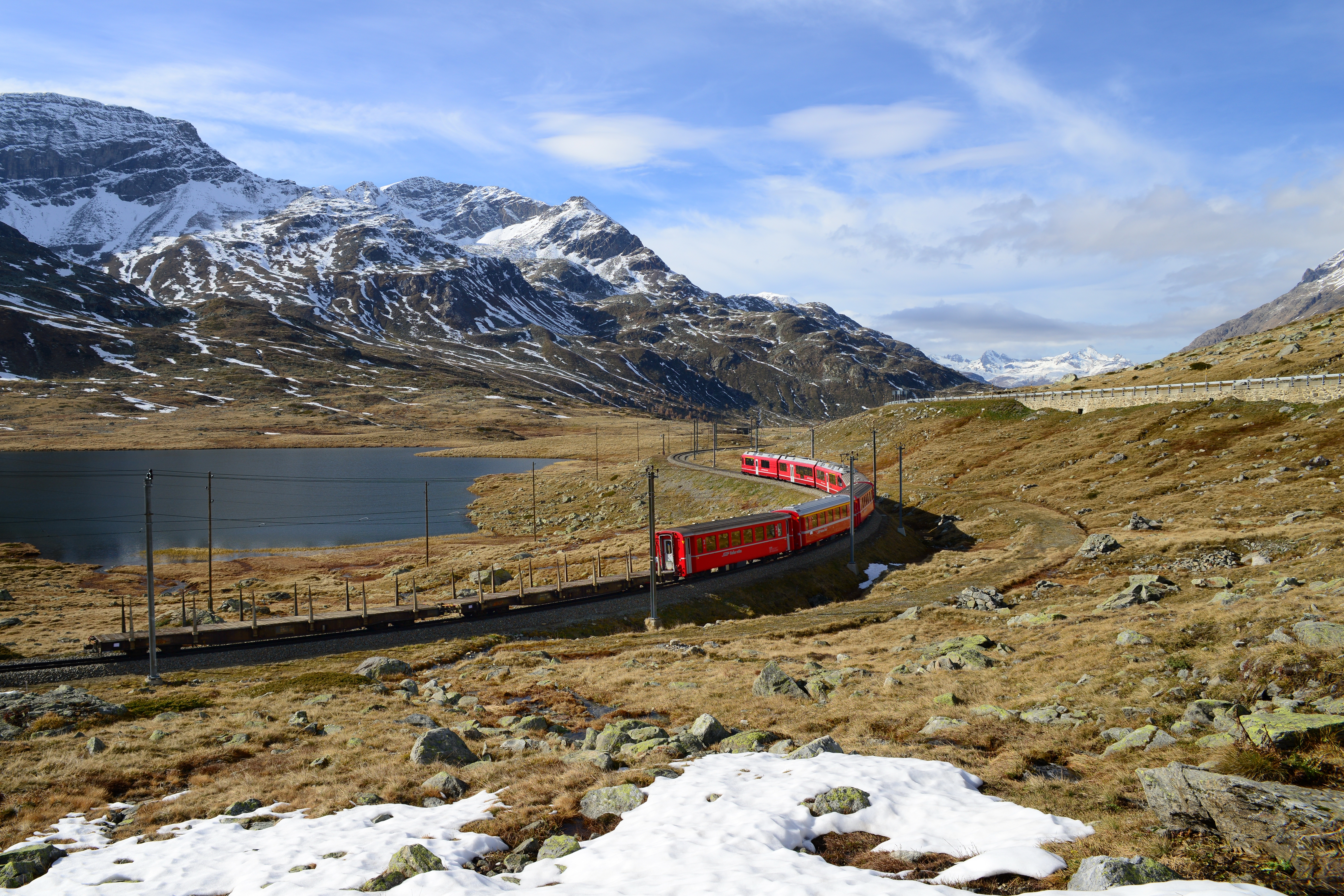
비앙코 호수에서 베르니나 고개의 베르니나선의 네로호 호반을 달리는 지역 열차
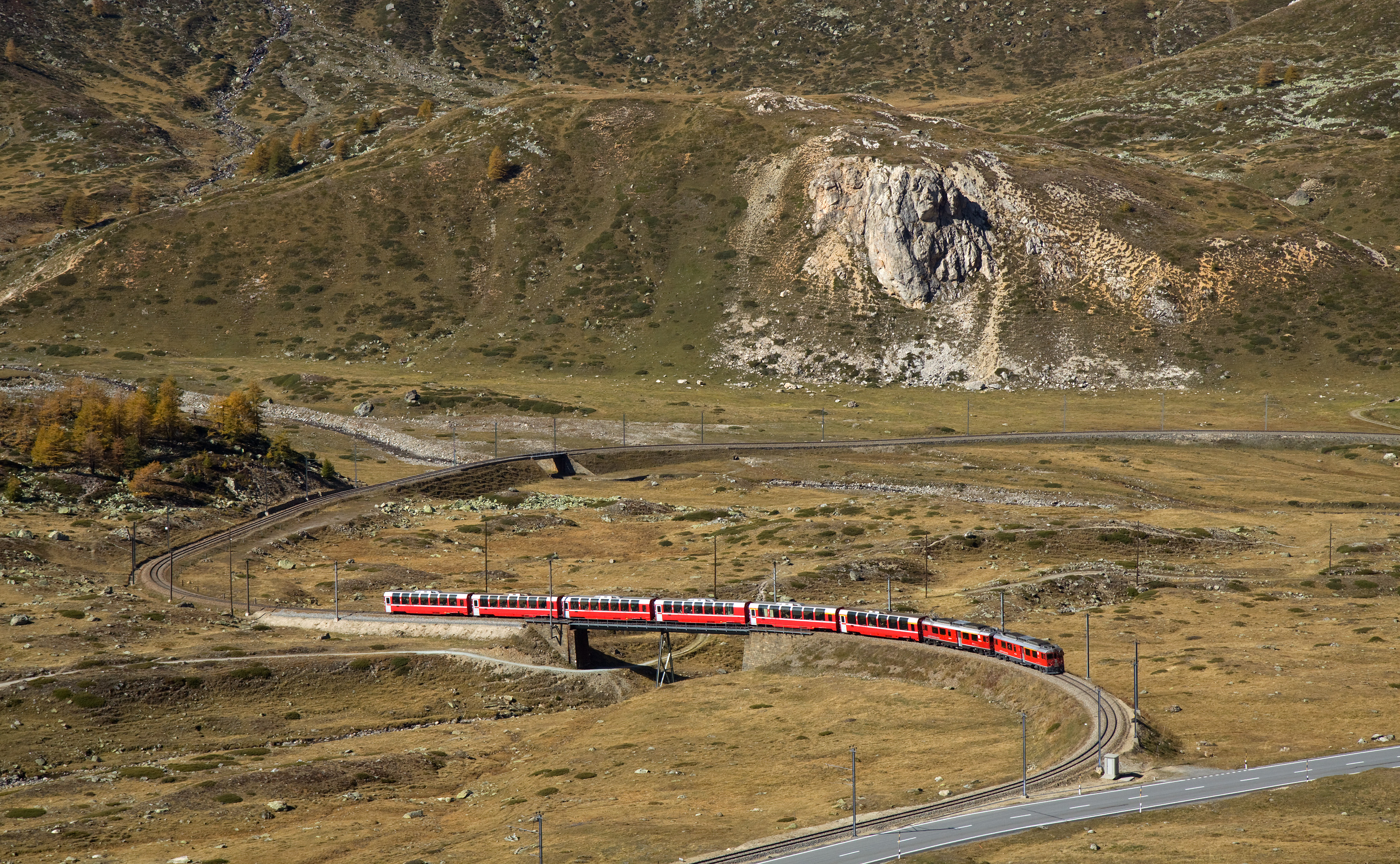
상부 베르리나바흐 다리 통과
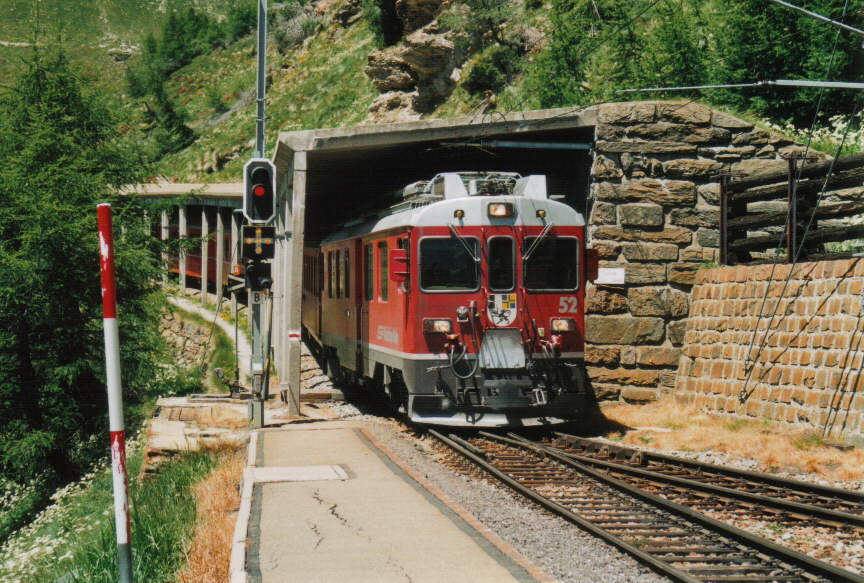
알프 그륌의 그륌 갤러리
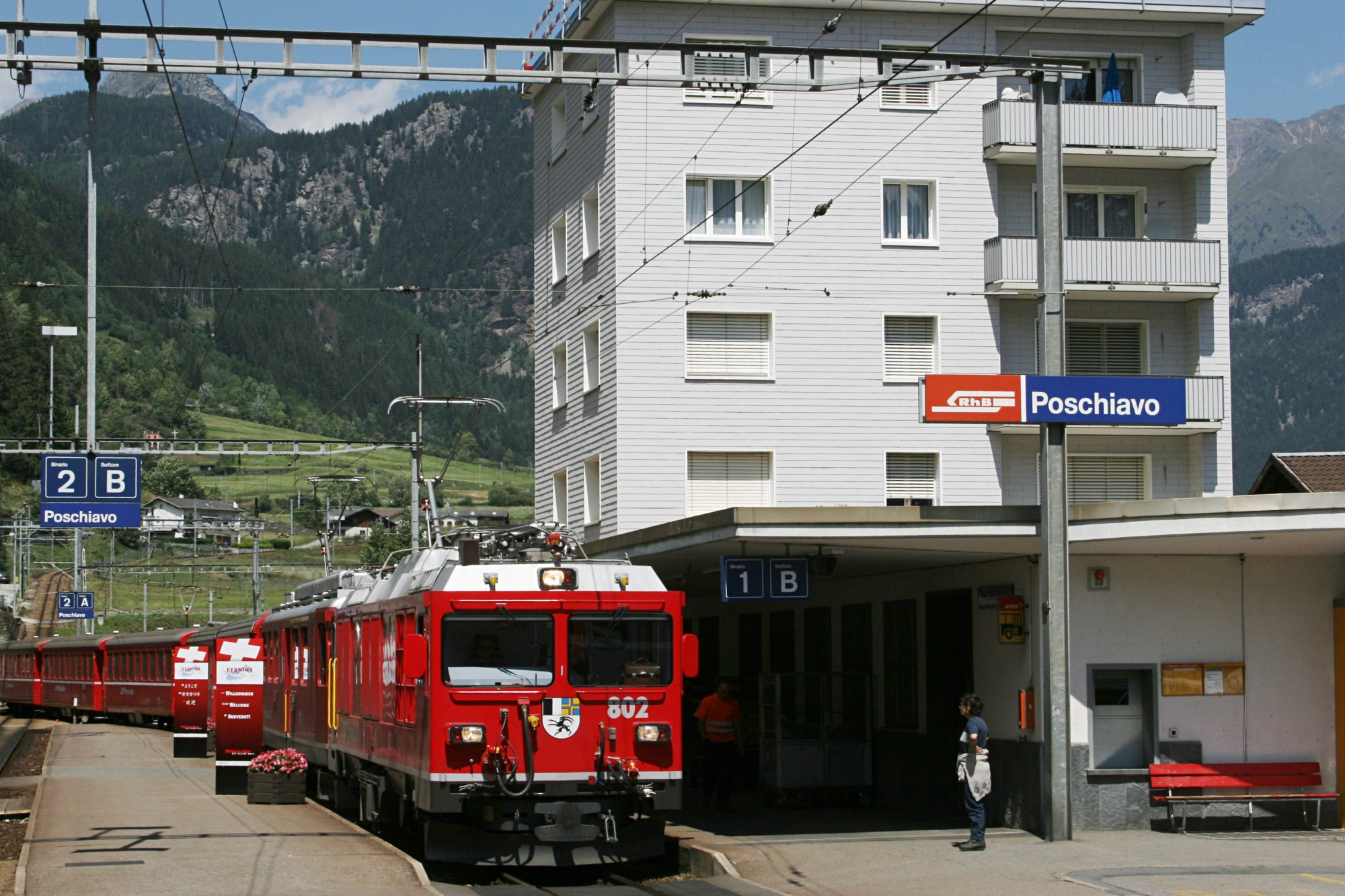
포스키아보역의 하방 차량
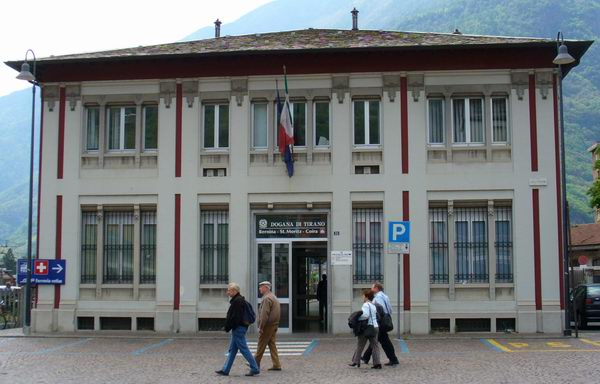
티라노의 래티셰 철도역
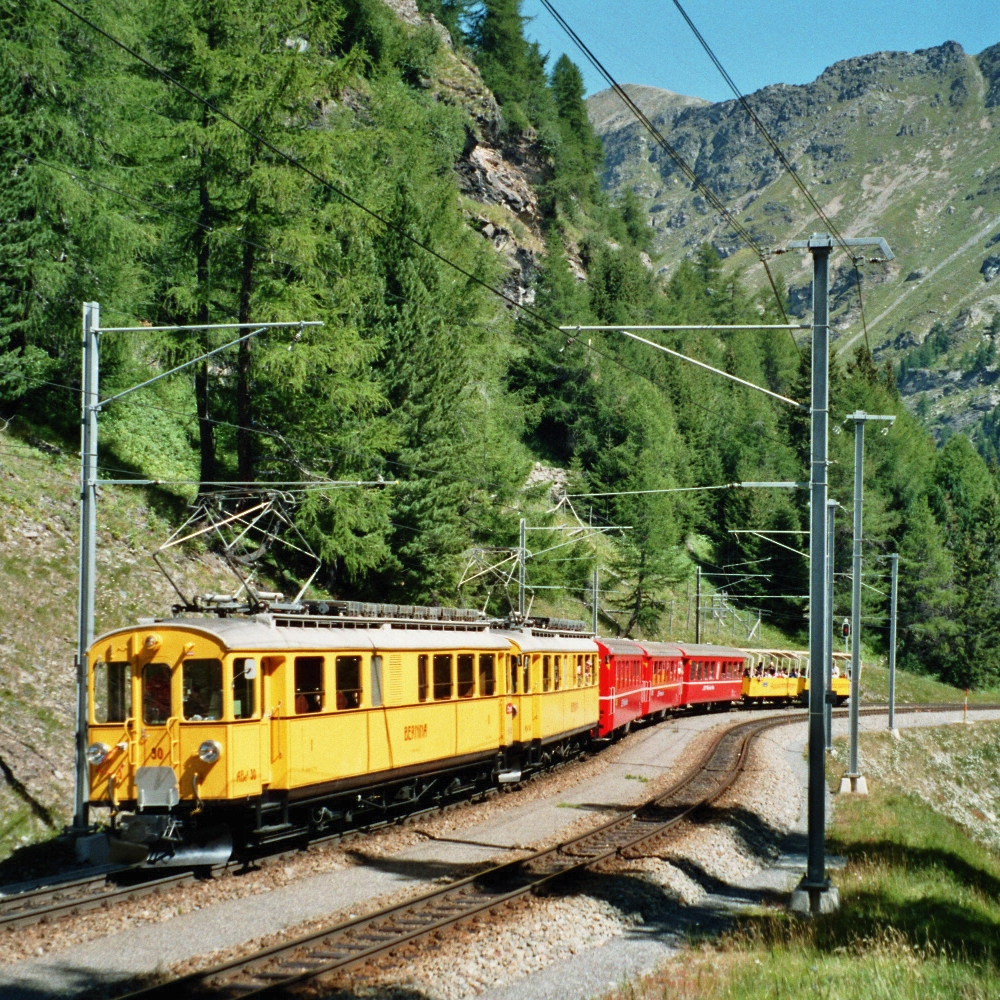
알프그륌역 아래의 ABe 4/4 I 30과 34 차량
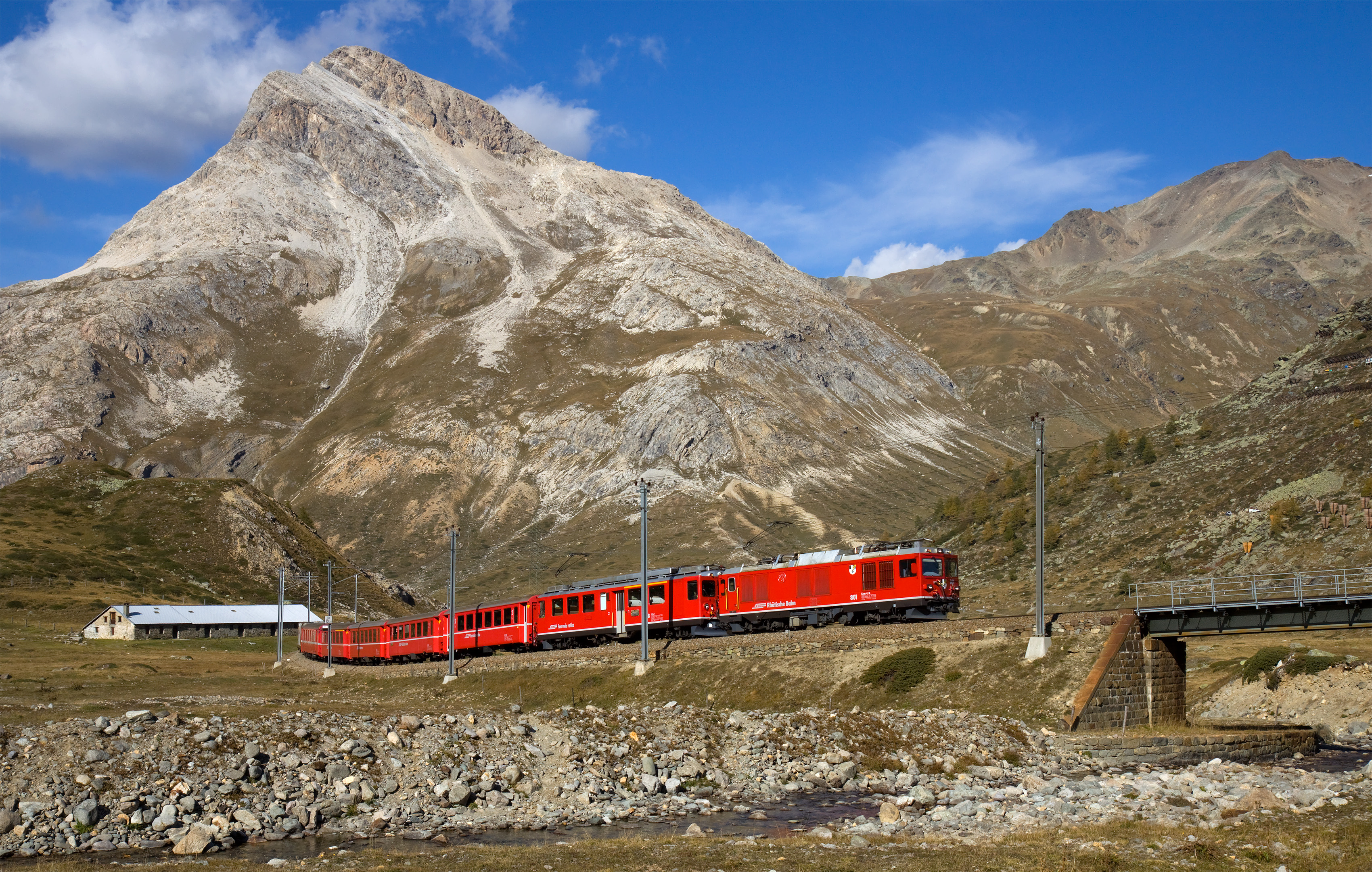
운행 중인 티라노행 레기오 차량 머리의 하이브리드 차량 Gem 4 / 4
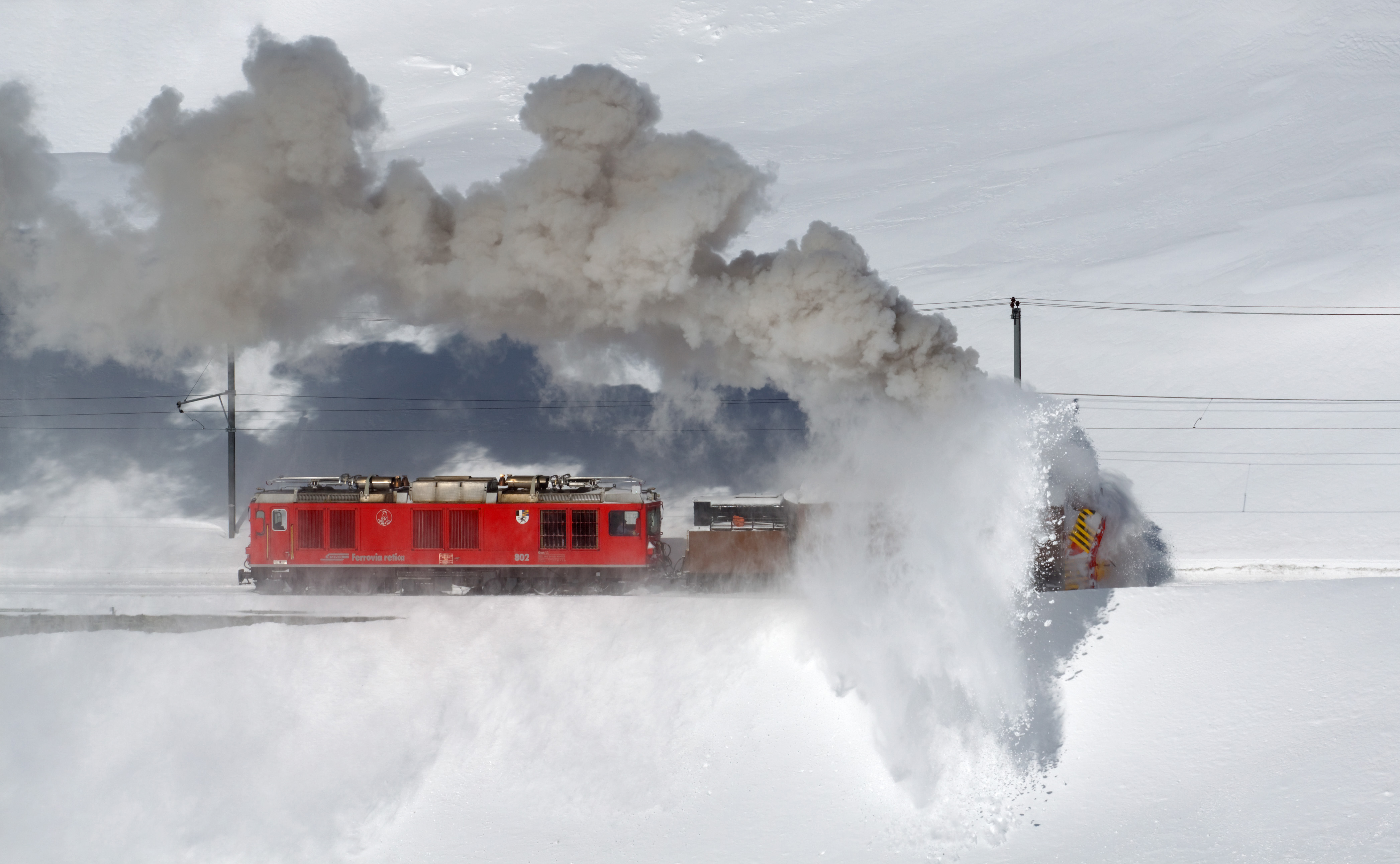
이중 모드 Gem 4 / 802 4를 장비한 회전식 제설기 Xrotd 9213
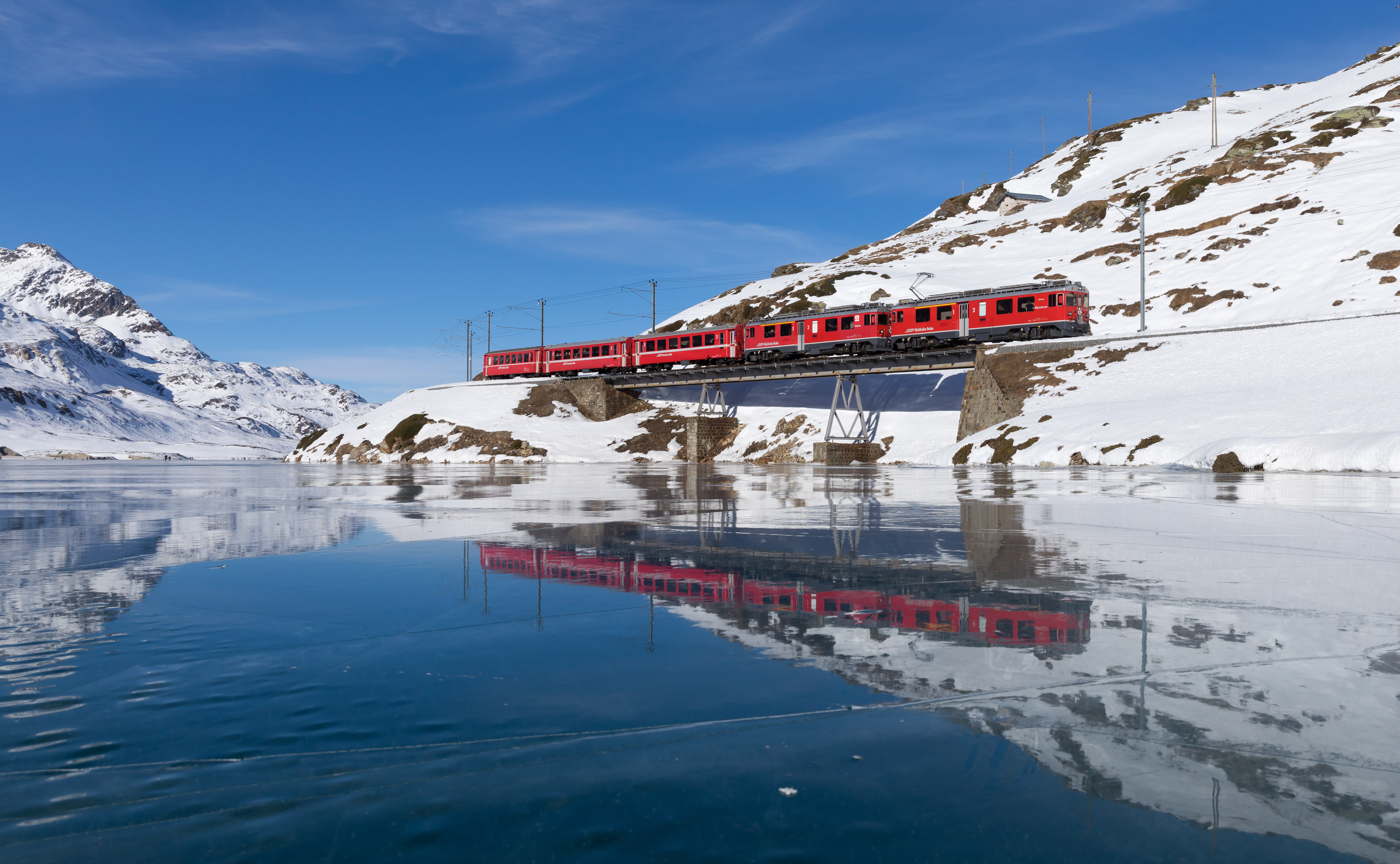
암 제 브뤼케를 건너는 RhB EMUs ABe 4/4 III 55 "디아볼레차"와 54 "하코네"